# Stilpnus japonicus
Stilpnus japonicus là một loài tò vò trong họ Ichneumonidae.